# Zacatepec, Huejotzingo
Zacatepec är en ort i Mexiko.   Den ligger i kommunen Huejotzingo och delstaten Puebla, i den sydöstra delen av landet, 90 km öster om huvudstaden Mexico City. Zacatepec ligger 2 218 meter över havet och antalet invånare är 195.
Terrängen runt Zacatepec är huvudsakligen platt, men västerut är den kuperad. Terrängen runt Zacatepec sluttar österut. Runt Zacatepec är det tätbefolkat, med 286 invånare per kvadratkilometer. Närmaste större samhälle är Puebla de Zaragoza, 19,9 km sydost om Zacatepec. Trakten runt Zacatepec består till största delen av jordbruksmark.